# Хадж-Хамдан
Хадж-Хамдан (Хамдун) (*д/н —1736/1738) — 32-й маї (володар) і султан Борну в 1722—1736 або 1726—1738 роках.

## Життєпис
Походив з Другої династії Сейфуа. Син маї Дунами VII, після смерті якого у 1722 або 1726 році, успадкував трон. Більше опікувався справами релігії, здійснив хадж у Мекку.
За його правління починається нове ослаблення Борну, внаслідок чого хауські держави звільнилися від зверхності маї. Помер 1736 або 1738 року. Йому спадкував син Мухаммад VII.